# ヨゼフ・アベイヤ
ヨゼフ・アベイヤ（Josep Maria Abella Batlle、1949年11月3日 - ）は、カトリック教会の聖職者、聖クラレチアン宣教会士。カトリック福岡司教区の司教である。

## 経歴
スペインリェイダ生まれ。聖クラレチアン宣教会に入会し、カタルーニャ州サン・クガ・ダル・バリェスで哲学と神学を修め、1969年に日本に派遣された。1966年8月22日に初誓願、1972年12月8日に終生誓願、1975年7月12日にスペインで司祭に叙階された。その後、名古屋教区と大阪大司教区で司牧をする。1981年から1991年まで同会日本管区管区長を務め、1991年から2003年に同会ローマ本部と福音化委員会委員長、2003年から2015年には同会総長を務める。2015年に再度日本に派遣され、大阪大司教区にて司牧をする。2017年に玉造教会の主任司祭を務める。2018年6月2日、教皇フランシスコより、オプス・デイの酒井俊弘神父と共に大阪大司教区補佐司教に任命され、同年7月16日に司教に叙階された。2020年4月14日、7代目の福岡司教区の司教に任命され、同年5月17日、カトリック大名町教会にて着座式ミサ(非公開)が行われた。

## プロライフとの関り
カトリック大阪教区時代は「にんしんSOS」を支援していた。2020年7月、島崎教会のトゥルユ神父と共に熊本県熊本市の慈恵病院を訪問し、こうのとりのゆりかご（赤ちゃんポスト）を見学した。